# Pietro Lombardi (Ringer)

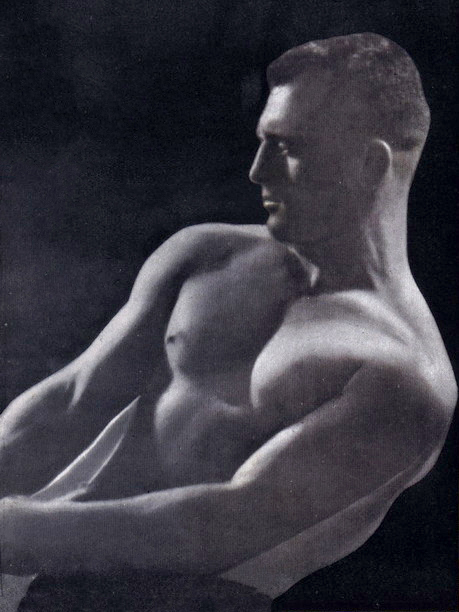
Pietro Lombardi

Pietro Lombardi (* 4. Juni 1922 in Bari; † 5. Oktober 2011 ebenda) war ein italienischer Ringer. Sein größter Erfolg war der Sieg bei den Olympischen Spielen 1948 in London im Fliegengewicht (griechisch-römisch).

## Werdegang
Pietro Lombardi war einer von fünf Brüdern aus dem süditalienischen Bari. 1938 begann er mit dem Ringen und entwickelte sich binnen weniger Jahre unter Anleitung der Trainer Pietro Sciannimanico und Ferdinando Lapalorcia zu einem der besten italienischen Ringer im griechisch-römischen Stil in den leichten Klassen. Am 19. Juli 1942 bestritt er in Rom gegen Deutschland seinen ersten Länderkampf und siegte dabei über Georg Pulheim aus Köln nach Punkten.
Seinen Einstand bei einer internationalen Meisterschaft gab er 1947 bei der Europameisterschaft im griechisch-römischen Stil in Prag. Im Fliegengewicht startend gewann Lombardi einen Kampf und erreichte den 7. Platz. Bei den Olympischen Spielen 1948 in London sah man dann einen anderen Pietro Lombardi. Er gewann die fünf Kämpfe, die er zu bestreiten hatte, und wurde Olympiasieger. Er besiegte bei diesem Turnier u. a. die starken Ringer Kenan Olcay aus der Türkei und Reino Kangasmäki aus Finnland, die hinter ihm die Plätze zwei und drei belegten.
1949 gelangen ihm in Länderkämpfen bemerkenswerte Siege über Nasuh Akar, Türkei, Maurice Faure, Frankreich, Melik Eren, Türkei, Bumberger, Österreich und Thevenet, Frankreich. 1950 startete Lombardi in Stockholm bei der ersten nach dem Zweiten Weltkrieg stattfindenden Weltmeisterschaft. Inzwischen war er in das Bantamgewicht aufgerückt. Er gewann vier Kämpfe, unterlag aber dem Türken Halil Kaya und dem alle überraschenden Ägypter Mahmoud Ali Hassan, der Weltmeister wurde, und belegte den 3. Platz.
Bei den Olympischen Spielen 1952 in Helsinki gewann Lombardi im Bantamgewicht zunächst über Hubert Persson aus Schweden und Rudolf Tobola aus Polen nach Punkten, musste dann aber nach der dritten Runde nach einer Niederlage gegen Artjom Terjan aus der Sowjetunion ausscheiden und landete auf dem 8. Platz.
In der Qualifikation für die Weltmeisterschaft 1953 in Neapel unterlag Lombardi gegen Giovanni Cocco nach Punkten. Umso beachtlicher war es, dass er sich 1955 im Alter von 33 Jahren noch einmal für die Weltmeisterschaft in Karlsruhe qualifizieren konnte. In Karlsruhe trat er in hervorragender Form an und erkämpfte sich zum Abschluss seiner großen Karriere noch einmal eine WM-Bronzemedaille.

## Internationale Erfolge
(OS = Olympische Spiele, WM = Weltmeisterschaft, GR = griechisch-römischer Stil, F = Freistil, Fl = Fliegengewicht, Ba = Bantamgewicht, damals bis 52 kg bzw. 57 kg Körpergewicht)
- 1947, 7. Platz, EM in Prag, GR, Fl, mit einem Sieg über Mehmet Koc, Türkei und Niederlagen gegen Bertil Sundin, Schweden und Lennart Viitala, Finnland;
- 1948, Goldmedaille, OS in London, Gr, Fl, mit Siegen über Svend Aage Thomsen, Dänemark, Malte Möller, Schweden, Mohamed El Ward, Ägypten, Reino Kangasmäki, Finnland und Kenan Olcay, Türkei;
- 1950, 3. Platz, WM in Stockholm, GR, Ba, mit Siegen über Alojz Moguljak, Jugoslawien, Erkki Johanssen, Finnland, Zakaria Chihab, Libanon und Eduard Genton, Schweiz und Niederlagen gegen Halil Kaya, Türkei und Mahmoud Ali Hassan, Ägypten;
- 1951, 1. Platz, Mittelmeer-Spiele, GR, Ba;
- 1952, 8. Platz, OS in Helsinki, GR, Ba, mit Siegen über Hubert Persson, Schweden und Rudolf Tobola, Polen und einer Niederlage gegen Artjom Terjan, Sowjetunion;
- 1955, 3. Platz, WM in Karlsruhe, GR, Ba, mit Siegen über Kjell-Steen Nielsen, Norwegen, Gerhard Alflen, Niederlande und Sotiris Panayatopoulos, Griechenland und Niederlagen gegen Franz Brunner, Österreich, Yasar Yilmaz, Türkei und Wladimir Staschkewitsch, Sowjetunion

## Italienische Meisterschaften
Pietro Lombardi wurde italienischer Meister im griechisch-römischen Stil 1947 im Fliegengewicht und 1946, 1948, 1949, 1950 und 1952 im Bantamgewicht, ferner wurde er italienischer Meister im freien Stil 1947, 1949 und 1951 im Bantamgewicht.